# Komagawa-Nakano (métro d'Osaka)
Komagawa-Nakano (駒川中野駅, Komagawa-Nakano-eki) est une station du métro d'Osaka sur la ligne Tanimachi, située dans l'arrondissement d'Higashisumiyoshi à Osaka.

## Situation sur le réseau
La station Komagawa-Nakano est située au point kilométrique (PK) 21,5 de la ligne Tanimachi.

## Histoire
La station a été inaugurée le 27 novembre 1980.

## Services aux voyageurs

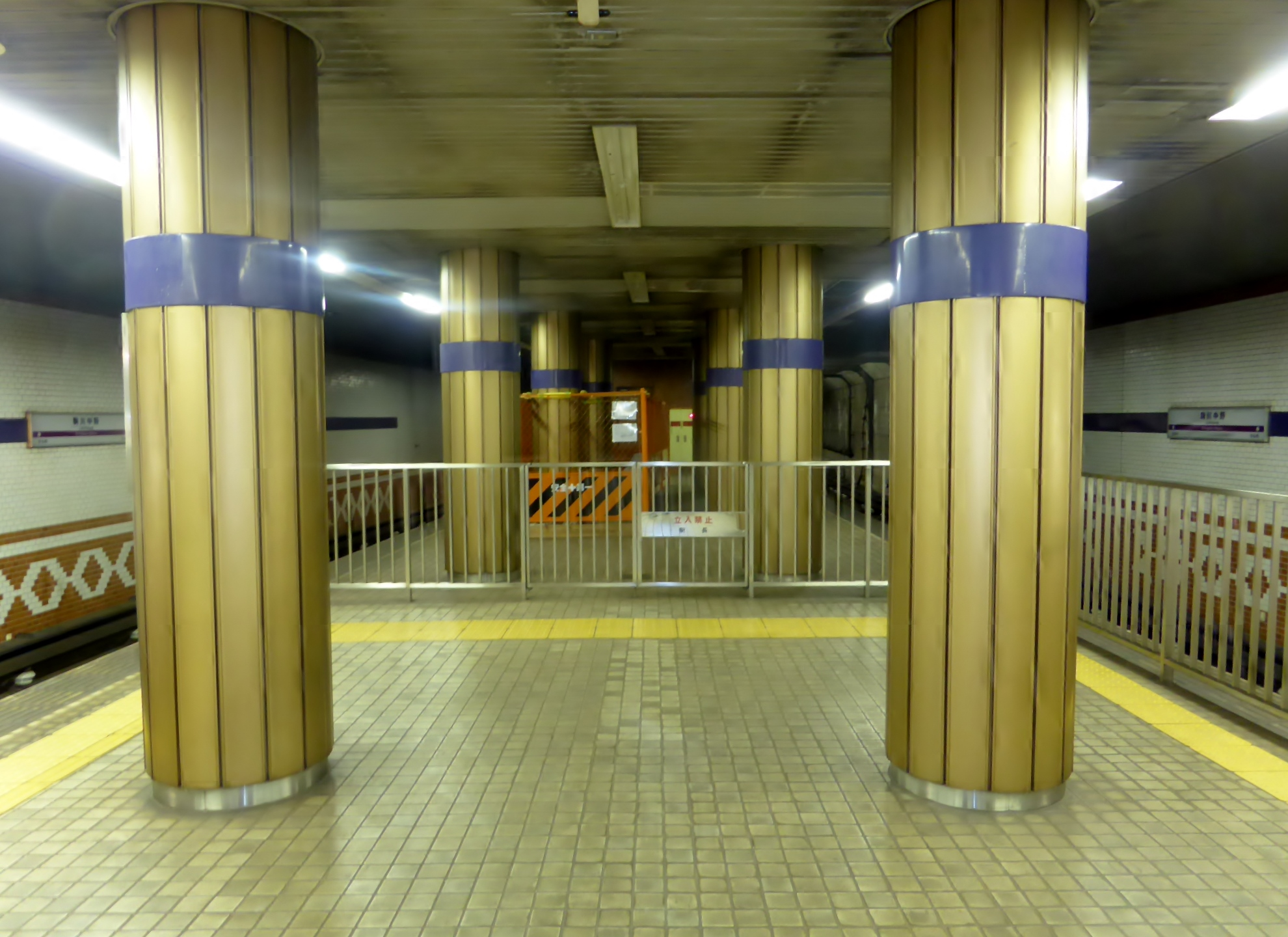
Vue du quai de la station

### Accès et accueil
La station est ouverte tous les jours.

### Desserte
- Ligne Tanimachi :
  - voie 1 : direction Yaominami
  - voie 2 : direction Dainichi

### Intermodalité
Les gares Kintetsu de Harinakano et Imagawa sont situées à proximité de la station.

## Dans les environs
- sanctuaire Nakai-jinja (中井神社?)